# 흑색질

흑색질(黑色質, substantia nigra) 또는 흑질은 중간뇌(中間腦)에 있는 검은 갈색의 큰 회백질로 신경 세포가 많이 모여 있어서 골격근의 무의식적인 운동을 담당하며, 식물성 기능과 깊은 관계가 있다. 도파민 시스템(Dopaminergic pathway)과 관련해서 배쪽 피개부(ventral tegmental area nucleus)와 별도의 연관성이 언급된다.

## 같이 보기
- 뇌 기저핵
- 청색반점
- 눈돌림 신경핵